# Caletón Témpanos
Caletón Témpanos (spanisch für Eisbergbucht) ist eine Bucht an der Danco-Küste des Grahamlands im Norden der Antarktischen Halbinsel. Sie liegt südlich Duthiers Point an der Aguirre-Passage. 
Wissenschaftler der 5. Chilenischen Antarktisexpedition (1950–1951) benannten sie.